# Radice fascicolata
La radice fascicolata è una conformazione dell'apparato radicale delle piante caratterizzate dallo sviluppo uniforme di numerose radici non ramificate, partenti dallo stesso punto. Non si distingue, perciò, un asse principale (o fittone) in cui si inseriscono le radici secondarie.

## Caratteristiche

Confronto tra apparato radicale fascicolato (A) e a fittone (B) e

Questa conformazione si riscontra in gruppi sistematici specifici (ad esempio, la generalità delle Monocotiledoni), tuttavia si riscontra spesso anche in specie con radice a fittone come condizione acquisita secondariamente o determinata da contesti particolari, come ad esempio i seguenti:
1. Trasformazione dell'apparato fittonante in apparato fascicolato per lo sviluppo secondario di radici avventizie originate da meristemi secondari: questa condizione è frequente nelle specie arboree, che hanno radice fittonante nelle prime fasi di vita e, successivamente, fascicolata.
2. Sviluppo di un apparato fascicolato per autoradicazione: questa condizione si verifica sistematicamente in tutte le forme di riproduzione vegetativa, spontanea, come, ad esempio, la formazione di radici nei nodi degli stoloni della fragola, o artificiale nelle varie tecniche di riproduzione per parti di pianta (talea, margotta, propaggine, ecc.). In quest'ultimo caso le radici originano da meristemi secondari differenziati dal callo nel corso della rizogenesi.
3. Sviluppo di un apparato fascicolato di sostituzione a causa di traumi a carico del fittone. Questa condizione si verifica sistematicamente in occasione di un trapianto o di un travaso: l'estirpazione di una pianta, anche in caso di prelievo con pane di terra, comporta quasi sempre la rottura del fittone e delle radici secondarie e la loro devitalizzazione. La pianta reagisce, in sede di affrancamento, con l'emissione di nuove radici avventizie che faranno assumere all'apparato una struttura fascicolata.

Da un punto di vista agronomico, le graminacee pratensi sono considerate miglioratrici della struttura del terreno grazie al loro apparato radicale fascicolato.